# Ячменная тля
Ячменная тля (лат. Brachycolus noxia) — многоядный вид тли из семейства Настоящие тли (Aphididae). Хотя тля называется ячменной, наибольший ущерб наносится пшенице. Повреждается также рожь, овес.